# Kyselina kapronová
Kyselina kapronová (lat. acidum capronicum) (CH3(CH2)4COOH), latinsky acidum capronicum, systematický název hexanová kyselina je organická sloučenina patřící mezi nasycené monokarboxylové kyseliny.

Jedná se o mastnou kyselinu a jako taková je poměrně běžnou součástí tuků. Společně s kyselinou kaprylovou a kaprinovou tvoří asi 15 % tuku v kozím mléce (triviální názvy všech těchto kyselin jsou odvozeny z latinského slova pro kozu – caper).

Její soli a estery se nazývají kapronany nebo kapronáty (systematicky hexanoáty).
Její bod vzplanutí má hodnotu 103 °C, což ji řadí mezi hořlaviny IV. třídy.
Kyselina kapronová se vyskytuje společně s mnoha jinými látkami v jinanu dvoulaločném.

## Použití
Kyselina kapronová se používá jako prekurzor svých esterů, které se používají na výrobu vůní a ve výrobě hexylových derivátů, například hexylfenolu.